# Trstená
Trstená é uma cidade da Eslováquia, situada no distrito de Tvrdošín, na região de Žilina. Tem 82,54 km² de área e sua população em 2018 foi estimada em 7.360 habitantes.

## Demografia
| Ano:        | 1994 | 2004   | 2014   | 2024   |
| ----------- | ---- | ------ | ------ | ------ |
| Broj ljudi: | 7002 | 7579   | 7429   | 6953   |
| Razlika:    |      | +8,24% | -1,97% | -6,40% |

| Ano:               | 2023 | 2024   |
| ------------------ | ---- | ------ |
| Número de pessoas: | 6978 | 6953   |
| Diferença:         |      | -0,35% |